# Ilybiosoma oaxacense
Ilybiosoma oaxacense är en skalbaggsart som först beskrevs av Larson in Larson, Alarie och Roughley 2000.  Ilybiosoma oaxacense ingår i släktet Ilybiosoma och familjen dykare. Inga underarter finns listade i Catalogue of Life.